# Khujirt Airport
Khujirt Airport är en flygplats i Mongoliet.   Den ligger i provinsen Övörchangaj, i den centrala delen av landet, 300 km väster om huvudstaden Ulaanbaatar. Khujirt Airport ligger 1 663 meter över havet.
Terrängen runt Khujirt Airport är kuperad åt nordost, men åt sydväst är den platt.  Trakten runt Khujirt Airport är nära nog obefolkad, med mindre än två invånare per kvadratkilometer. Trakten runt Khujirt Airport består i huvudsak av gräsmarker.